# Amerigo Guasti
Amerigo Guasti (Montespertoli, 3 marzo 1872 – Busto Arsizio, 15 marzo 1926) è stato un attore italiano di teatro e cinema attivo fra il 1890 e  1926.

## Biografia
Amerigo Guasti nasce il 3 marzo 1872 a Montespertoli in provincia di Firenze, figlio di Alessandro e di Antonietta Baroncelli. A tredici anni s'imbarca a bordo del Celestino, un brigantino a palo da trasporto del dipartimento marittimo di Palermo comandato dal siracusano capitano Melchiorre Greco, rimanendoci per due anni e mezzo come marinaio.
Terminata l'esperienza come marittimo, s'iscrive alla Regia Scuola di Recitazione "Tommaso Salvini" di Firenze, istituto diretto da Luigi Rasi, ed esordisce in teatro nel 1890.
Tra le sue rappresentazioni teatrali di maggior successo sono ricordati: Il piccolo caffè di Tristan Bernard, La pace in famiglia di Georges Courteline, Il Re e ne L'asino di Buridano di Robert de Flers e Gaston Arman de Caillavet, Le campane di San Lucio di Giovacchino Forzano, La morte degli amanti di Luigi Chiarelli, Un letto di rose di Giuseppe Adami.
Tra il 1905 e il 1906 fonda con l'attrice Dina Galli una sua compagnia teatrale che sarà sciolta dopo la morte.
I suoi ruoli sono soprattutto personaggi brillanti, che Guasti interpreta con una sobrietà piuttosto rara negli attori dello stesso genere di quel periodo.
Vi sono anche alcune sue esperienze cinematografiche, tra cui si ricorda L'ammiraglia (1914), con la regia di Nino Oxilia e in Le nozze di Vittoria (1917), con la regia di Ugo Falena.
Muore il 15 marzo 1926 dopo un ricovero nell'ospedale di Busto Arsizio, nello stesso giorno in cui esce a Milano il suo libro Dal buco del sipario.
Nel Comune di Roma, nel quartiere della Serpentara, esiste una via dedicata a Guasti.